# Azofra
Azofra est une commune située dans le Nord de l’Espagne, comarque de Nájera, en « Rioja Alta », dans la Communauté autonome de La Rioja. C'est aussi le nom du chef-lieu de la commune.
Sa population était de 263 habitants en 2010.
Le Camino francés du Pèlerinage de Saint-Jacques-de-Compostelle passe par cette localité.

## Géographie
Azofra est située dans la vallée fertile du río Tuerto, à 36 km de Logroño et à 8 km de Nájera.

## Histoire
Azofra est citée dès 989 dans une donation faite par le roi de Navarre à San Juan de la Peña.
La ville est bâtie sur une colline dominant le rio Tuerto, petit affluent de la Najerilla ; en 1168 un hôpital de pèlerins est créé. Le chemin passe alors au sommet de la colline 
La reine Isabelle Ier de Castille y fonde un hôpital, l'oratoire San Pedro et un cimetière pour pèlerins, les confiant peu après au monastère San Millàn de la Cogolla.
Au XIIe siècle, ville et chemin se déplacent au pied de la colline. Le sanctuaire reste à son sommet.
En 1785, Azofra fait partie de la Junta de Valpierre qui réunit quinze villages, à l'époque dans la province de Burgos.

## Démographie
| 1900 | 1910 | 1920 | 1930 | 1940 | 1950 | 1960 | 1970 | 1981 |
| ---- | ---- | ---- | ---- | ---- | ---- | ---- | ---- | ---- |
| 658  | 642  | 630  | 716  | 776  | 781  | 689  | 601  | 478  |

| 1991 | 2001 | 2011 | - | - | - | - | - | - |
| ---- | ---- | ---- | - | - | - | - | - | - |
| 411  | 328  | 244  | - | - | - | - | - | - |

## Administration

### Conseil municipal
La ville de Azofra comptait 215 habitants aux élections municipales du 26 mai 2019. Son conseil municipal (en espagnol : Pleno del Ayuntamiento) se compose donc de 5 élus.
| Parti | Parti                                    | Voix | %       | Élus  |
| ----- | ---------------------------------------- | ---- | ------- | ----- |
|       | Parti populaire (PP)                     | 116  | 79,46 % | 4 / 5 |
|       | Parti socialiste ouvrier espagnol (PSOE) | 26   | 17,81 % | 1 / 5 |
|       | Partido Riojano (PR+)                    | 4    | 2,74 %  | 0 / 5 |

### Liste des maires
| Mandat    | Maire | Maire                             | Parti |
| --------- | ----- | --------------------------------- | ----- |
| 1979-1983 |       | Rodrigo Fontecha Sáenz            | UCD   |
| 1983-1987 |       | Ismael Martín Fernández           | AP    |
| 1987-1991 |       | Ángel Vidal Glera Martínez        | PR    |
| 1991-1995 |       | Francisco Javier Álvarez Fontecha | PR    |
| 1995-1999 |       | Javier Cantera Cañas              | PR    |
| 1999-2003 |       | Luis Alonso Martínez              | PP    |
| 2003-2007 |       | José Ayala Sacristán              | PP    |
| 2007-2011 |       | José Ayala Sacristán              | PP    |
| 2011-2015 |       | Ernesto Álvarez Fernández         | PP    |
| 2015-2019 |       | Aurelio Cantera Montoya           | PP    |
| 2019-2023 |       | Aurelio Cantera Montoya           | PP    |

## Culture et patrimoine

### Pèlerinage de Compostelle
Par le Camino francés du pèlerinage de Saint-Jacques-de-Compostelle, le chemin vient de Nájera. Les pèlerins qui choisissent le détour par San Millán de la Cogolla peuvent également venir de cette destination.
La prochaine halte est Cirueña, ou par une variante sud, Cañas et son monastère.

### Patrimoine religieux
L’église Nuestra Señora de los Ángeles
Elle a été construite au XVIIe siècle. Elle est composée d’une nef, à trois travées et d’une tour carrée.
Son maître-autel est composé d’un retable de trois corps du XVIIe siècle. Au premier San José, San Roque et María Magdalena dans le centre, la patronne de la ville. Celui du milieu, San Pedro et San Pablo, et Nuestra Señora de los Ángeles. Et au troisième, l'apôtre saint Jacques pèlerin, San Buenaventura y San Antonio de Padua (saint Antoine de Padoue), elle possède aussi une statue de saint Martin de Tours.

### Patrimoine civil
À la sortie du village une « Fuente de los Romeros », fontaine des roumieux.
À proximité, deux vieilles maisons portent sur leurs écus les inscriptions latines « Hoc Opvs Est Lavor et Avspice Deo ».
Un kilomètre après Azofra, un fut de colonne se dresse parmi les vignes, c’est le rollo de Azofra (rouleau d'Azofra), symbole de justice.

## Sources et références
- (es) Cet article est partiellement ou en totalité issu de l’article de Wikipédia en espagnol intitulé « Azofra (La Rioja) » (voir la liste des auteurs).
- Grégoire, J.-Y. & Laborde-Balen, L. , « Le Chemin de Saint-Jacques en Espagne - De Saint-Jean-Pied-de-Port à Compostelle - Guide pratique du pèlerin », Rando Éditions, mars 2006,  (ISBN 2-84182-224-9)
- « Camino de Santiago  St-Jean-Pied-de-Port - Santiago de Compostela », Michelin et Cie, Manufacture Française des Pneumatiques Michelin, Paris, 2009,  (ISBN 978-2-06-714805-5)
- « Le Chemin de Saint-Jacques Carte Routière », Junta de Castilla y León, Editorial Everest

1. ↑  (es) Isabel Martinez Navas, « Ordenanzas de la Hermandad de Valpierre », Berceo, no 136,‎ 1999, p. 87 (lire en ligne)